# ハーミド・ラジャー・シャラーフ
ハーミド・ラジャー・シャラーフ・アッ＝ティクリーティー(حامد رجا شلاح التكريتي Hamid Raja Shalah Al-Tikriti, 1950年 - )は、イラクの軍人、空軍中将。
イラク空軍に入隊後、戦闘機パイロットを勤め、イラン・イラク戦争では、キルクーク空軍基地司令官として進撃してくるイラン軍に対する航空作戦を指揮した。戦後、その功績が認められて中将に昇進、2001年より空軍司令官に任命される。
サッダーム政権崩壊後の2003年6月14日、ハーミドは米軍によって拘束された。
拘束後、なぜイラク空軍が米軍のイラク侵攻時に活動しなかったのかとの尋問に対して「サッダームは、戦争開戦前に『空軍は戦争に参加しない』という方針を固め、空軍戦力を温存するよう命じられていたからだ」と供述している。事実、米軍は戦闘機が砂漠に埋められていたのを発見している。
2007年8月17日、イラク駐留米軍により、「治安上の脅威では無い人物」として釈放されたと発表された。

## その他
2003年4月までサッダーム内閣の工業大臣兼鉱物資源大臣であった、ムサイイル・ラジャー・シャラーフ・アッ＝ティクリーティーは兄弟である。